# Gliese 393
Gliese 393 ist ein roter Zwergstern im Sternbild Sextant. Bei einer scheinbaren Helligkeit von 9,65 mag leuchtet der Stern viel zu schwach, um mit dem bloßen Auge gesehen zu werden. Als kleiner Stern hat er etwa 41 % der Masse und des Radius der Sonne, aber nur 2,35 % ihrer Leuchtkraft.